# 琉球少年院脱走事件
琉球少年院脱走事件（りゅうきゅうしょうねんいんだっそうじけん）とは、1960年代にアメリカ占領下の沖縄のコザ市（現沖縄市）の琉球少年院（現沖縄少年院・沖縄女子学園）で続発した集団脱走事件の総称である。
1961年1月、琉球政府法務局によって琉球少年院が開院した。しかし本土の少年院とは異なり、男女一緒で（一応別棟ではあるが）、犯罪傾向の異なる少年を一緒くたに収容したため、逆に収容少年の非行化が促進されるなど、矯正施設としての体を成していなかった。
そのため、開院当初から脱走が日常茶飯事となっていた。1963年4月12日の43人集団脱走を始め、多くの脱走事件を続発させた。そのたびに脱走少年による強盗事件が発生するなど、治安悪化が懸念された。
復帰により、法務省福岡矯正管区に移管されたことで漸く正常化された。